# Jun Isezaki
Jun Isezaki伊勢崎 淳 (Isezaki Jun), nom véritable Atsushi Isezaki (伊勢崎 惇), né le 20 février 1936 à Imbe, Bizen dans la préfecture d'Okayama, est un potier et céramiste japonais désigné Trésor national vivant du Japon en 2004 dans la catégorie « céramique ». Il est le deuxième fils du céramiste Yōzan Isezaki (1902-1961).
Après avoir achevé ses études à l'université d'Okayama, il se forme auprès de son père, nommé par la préfecture d'Okayama responsable de la céramique de Bizen. En 1961, il reconstruit avec son frère ainé Mitsuru (伊勢﨑満), lui aussi céramiste, un anagama (半地下式穴窯) Koyasan (姑耶山) datant de la période médiévale et en produit surtout des bols à thé traditionnels. En 1966, il devient membre à part entière de la « Société japonaise d'artisanat »(日本工芸会, Nihon Kōgeikai). À partir de 1978 il enseigne au département d'art de l'université d'Okayama. En 1981, il est honoré du prix Tōyō Kaneshige.
Il est désigné Trésor national vivant le 2 septembre 2004 pour son travail relatif à la céramique de Bizen. Il est par ailleurs honoré du prix de la Culture de la préfecture d'Okayama en 2005.

## Source de la traduction
- (de) Cet article est partiellement ou en totalité issu de l’article de Wikipédia en allemand intitulé « Jun Isezaki » (voir la liste des auteurs).